# Presidente Olegário (ort)
Presidente Olegário är en ort i Brasilien.   Den ligger i kommunen Presidente Olegário och delstaten Minas Gerais, i den sydöstra delen av landet, 300 km sydost om huvudstaden Brasília. Presidente Olegário ligger 960 meter över havet och antalet invånare är 13 586.
Terrängen runt Presidente Olegário är kuperad åt sydost, men åt nordväst är den platt.
Omgivningarna runt Presidente Olegário är huvudsakligen savann. Runt Presidente Olegário är det glesbefolkat, med 9 invånare per kvadratkilometer.